# Centr Jewropy
Centr Jewropy (ukr. Центр Європи) – przystanek kolejowy w miejscowości Kruhłyj, w rejonie rachowskim, w obwodzie zakarpackim, na Ukrainie. Położony jest na linii Delatyn – Diłowe, w pobliżu jednego z punktów uważanych za środek Europy.